# Stazione di Grammichele
La stazione di Grammichele è la stazione ferroviaria della città di Grammichele.

## Storia
La stazione di Grammichele venne costruita, nell'ambito della realizzazione della seconda tratta della Catania-Caltagirone, dalla Società per le Strade Ferrate della Sicilia con il contributo di un decimo delle spese a carico dei comuni interessati dalla tratta ferroviaria. L'entrata in funzione della stazione avvenne contestualmente all'attivazione della linea il 31 ottobre 1892. La stazione venne presenziata da dirigente movimento, poi da assuntore durante il periodo di circolazione a dirigenza unica della linea. In seguito all'attivazione del sistema di circolazione a DCO divenne esercita in telecomando.
Essendo stata costruita alla periferia del centro abitato fu di fermata per tutte le categorie di treni, ebbe presto un buon traffico di viaggiatori pendolari nelle due direzioni di Caltagirone e di Catania e spedizione di prodotti agricoli con carri merci verso i mercati e il porto di Catania. 
La stazione ha seguito il destino di molte altre a partire dalla fine degli anni novanta del XX secolo con calo di utenza in favore del trasporto su strada. Nel corso del primo decennio degli anni duemila è stata progressivamente ridotta l'offerta di servizi di Trenitalia.

## Strutture e impianti
La stazione venne provvista sin dall'origine di magazzino merci e di ponte a bilico; ebbe pure il rifornitore d'acqua essendo l'ultima stazione utile prima della difficile rampa del 32 per mille verso la vecchia stazione di Caltagirone. Il fascio di binari fu provvisto di secondo binario, per gli incroci e le precedenze, di binari morti con un piccolo scalo, con piano caricatore e magazzino merci.
La stazione venne munita di telegrafo e presenziata da addetto al movimento, biglietteria e gestione merci in quanto svolgeva servizio cumulativo con ferrovia Sicula Occidentale, Rete Adriatica e Rete Mediterranea per le spedizioni. Alla fine degli anni ottanta del XX secolo venne dotata di impianto ACEI semplificato con l'automatizzazione di scambi e passaggi a livello telecomandati dal DCO; la stazione veniva tuttavia presenziata tra l'arrivo del primo treno e la partenza dell'ultimo da addetto al servizio commerciale
Nei primi anni del 2000, un rinnovamento della stazione ha portato alla realizzazione di una pensilina.

## Movimento
Fino alla fine degli anni novanta la stazione era interessata dalla fermata di 12 coppie di treni viaggiatori giornalieri, tra i quali una coppia di treni espressi da e per Roma Termini.

## Servizi
La stazione è stata dotata fino agli anni novanta di:
- Biglietteria automatica